# Université Acadia

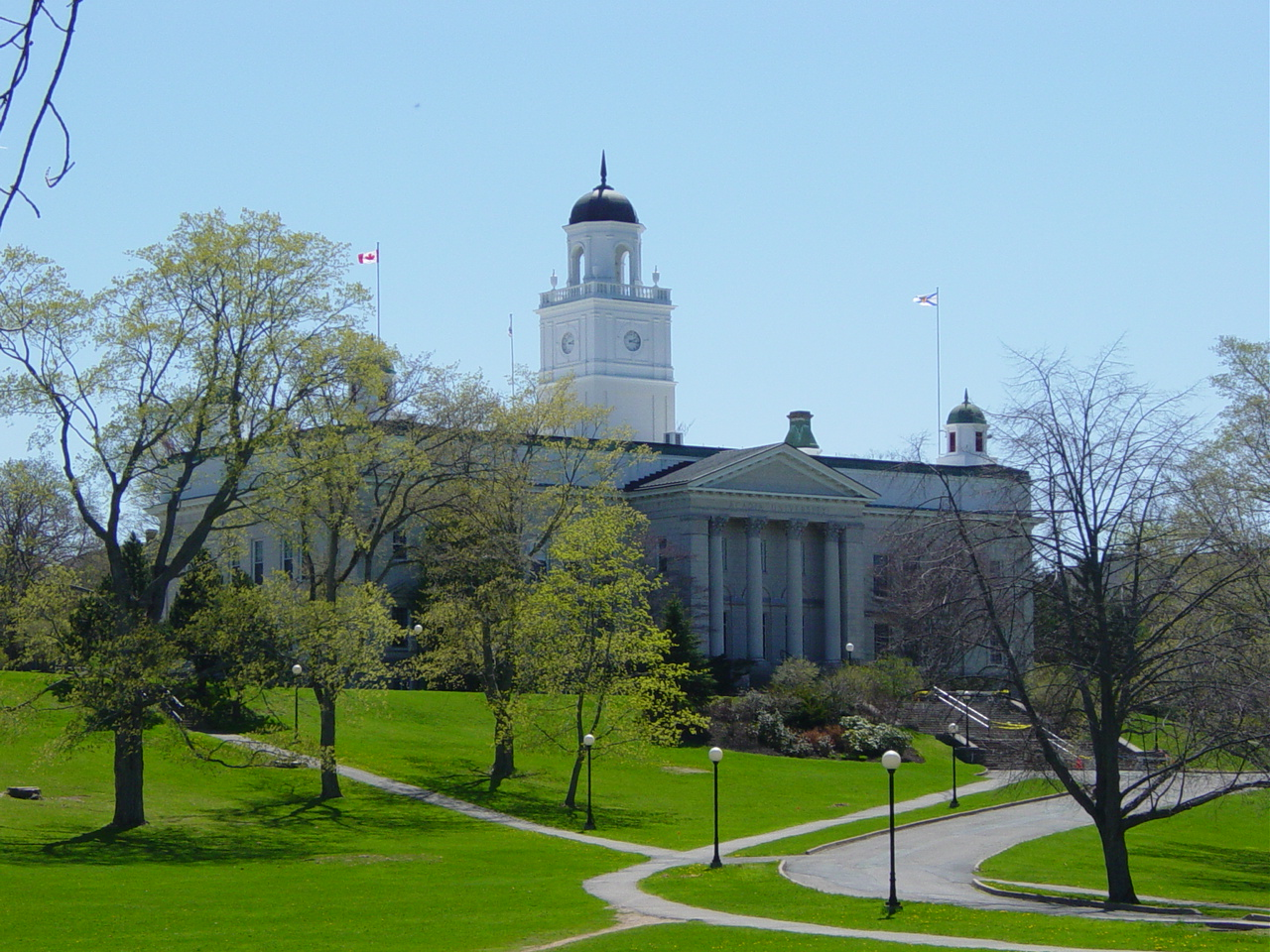
Université Acadia à Wolfville, Nouvelle-Écosse, Canada

Pour les articles homonymes, voir Acadie (homonymie).
L'Université Acadia est une université située dans la ville de Wolfville à environ 100 kilomètres au nord-ouest de Halifax, dans la province de Nouvelle-Écosse au Canada.

## Historique

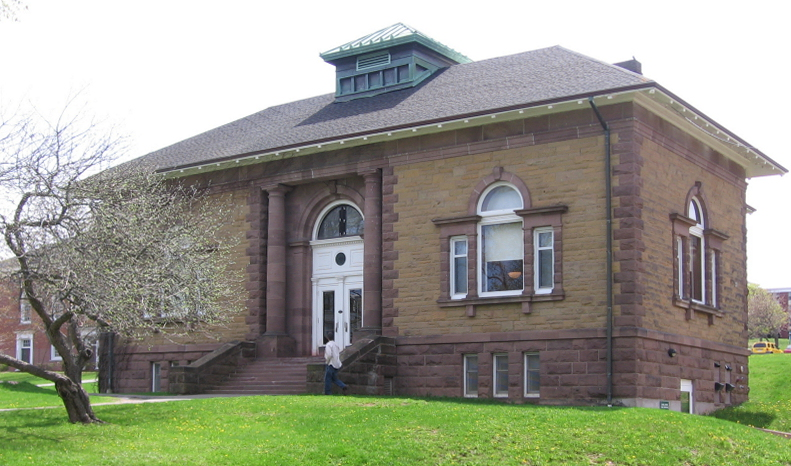
Hemmerson hall, bâtiment historique de l'université d'Acadia, construit en 1913.

L’Université Acadia a ses origines dans une extension de l’Horton Academy à Wolfville établie en 1828 par des  baptistes de la région, qui seront rassemblés dans les Canadian Baptists of Atlantic Canada (Ministères baptistes canadiens) .  Elle est fondée en 1838 sous le nom de Queen’s College.  Il est renommé Acadia College en 1841 souvenir de l'importante colonie acadienne du XVIIIe siècle implantée à Grand-Pré, à quelques kilomètres de Wolfville. La colonie acadienne était de langue française, mais l'université est de langue anglaise. En 1966, elle a mis fin à son affiliation avec les Canadian Baptists of Atlantic Canada (Ministères baptistes canadiens) . Pour l'année 2018-2019, elle comptait 3,574 étudiants de premier cycle et 191 de second cycle .

## Personnalités

### Liste des présidents
- John Pryor, 1846–1850
- John Cramp, 1851–1853 (et 1856–1869)
- Edmund Crawley, 1853–1856
- John Cramp, 1856–1869
- Artemus Sawyer, 1869–1896
- Thomas Trotter, 1897–1906
- W.B. Hutchinson, 1907–1909
- George Cutten, 1910–1922
- Frederic Patterson, 1923–1948
- Watson Kirkconnell, 1948–1964
- James Beveridge, 1964–1978
- Allan Sinclair, 1978–1981
- James Perkin, 1981–1993
- Kelvin Ogilvie, 1993–2004
- Gail Dinter-Gottlieb, 2004-2009
- Ray Ivany, 2009-aujourd'hui

### Liste des chanceliers
- Alex Colville, 1981–1991
- William Feindel, 1991–1996
- Arthur Irving, 1996-2010
- Libby Burnham, 2011-aujourd'hui

### Liste des anciens élèves connus
- Charles Aubrey Eaton (1868-1953), homme d'Église et homme politique.
- Ernest H. Armstrong (1864-1946), ancien Premier ministre de la Nouvelle-Écosse (1923-1925).
- Norman Atkins, sénateur (1986-2009).
- Charles Brenton Huggins, prix Nobel de physiologie ou médecine en 1966.
- Dalton Camp, journaliste et homme politique.
- Kenneth Colin Irving, homme d'affaires.
- Mark Day, acteur.
- William Feindel, neurochirurgien.
- Milton Fowler Gregg, militaire et député de York—Sunbury (1947-1957) et plusieurs fois ministre.
- Gudie Hutchings, députée de Long Range Mountains (2015-...).
- Gerald Keddy, député de South Shore puis de South Shore—St. Margarets (1997-2015), Ministre des Pêches et Océans du Canada (2006-2007).
- Joanne Kelly, actrice.
- David H. Levy, astronome.
- Gordon Lockhart Bennett, lieutenant-gouverneur de l'Île-du-Prince-Édouard (1974-1980).
- Peter MacKay, homme politique.
- Harrison McCain, homme d'affaires.
- Henry Poole MacKeen, lieutenant-gouverneur de la Nouvelle-Écosse (1963-1968).
- Donald Oliver, sénateur (1990-2013).
- John Wallace de Beque Farris, avocat, député provincial de Vancouver City (1916-1924), sénateur (1937–1970).